# Alonso Dávila
Alonso Dávila auch Alonso de Ávila (* 1486 in Ciudad Real, Kastilien; † 1542 in Nueva Galicia, Mexiko) war ein spanischer Entdecker und Konquistador. Er kämpfte an der Seite von Hernán Cortés bei der Eroberung Tenochtitlans (1519–1521).

## Leben

Expedition Juan de Grijalvas (1518)

Die ältesten Daten und Fakten über sein Leben stammen aus der Zeit um 1518. In diesem Jahr nahm er als Kapitän eines Schiffes an der von Diego Velázquez de Cuéllar, dem damaligen Gouverneur von Kuba, befohlenen Expedition nach Yucatán teil; die Kapitäne der anderen Schiffe waren Pedro de Alvarado, der spätere Eroberer Guatemalas, und Francisco de Montejo, der spätere Eroberer Yucatáns. Leiter der Expedition war Juan de Grijalva, der Neffe des Gouverneurs. Man brach am 8. April 1518 auf und erforschte die Insel Cozumel, den Norden Yucatáns und die Küste von Tabasco; die Rückkehr nach Kuba erfolgte im Spätsommer desselben Jahres. Doch schon im Februar 1519 brach Alonso Dávila als Kapitän eines Schiffes zu der von Hernán Cortés, dem Sekretär des Gouverneurs, geleiteten Expedition auf, die zwei Jahre später in der Eroberung Tenochtitlans und des Aztekenreichs ihren Höhepunkt fand.
Ein Jahr später entsandte Cortés Dávila nach Kastilien, um dort den königlichen Anteil an den in Tenochtitlán erbeuteten Schätzen abzuliefern, doch wurde sein Schiff von französischen Piraten aufgebracht; er selbst wurde gefangen genommen und erst zwei Jahre später gegen Zahlung eines Lösegeldes freigelassen. Trotz seines Pechs ging er nach Kastilien, um dort in einem vor Gericht ausgetragenen Rechtsstreit zwischen Velázquez de Cuéllar und Cortés auszusagen. Gemäß den Angaben Bernal Díaz del Castillos erhielt Alonso Dávila für seine geleisteten Dienste von Cortés die Herrschaft über die Stadt Cuautitlán.
In den Jahren 1524/25 nahm er an Cortés’ Expedition nach Honduras teil. Danach (1527–1535) beteiligte er sich an der Seite von Francisco de Montejo an der Eroberung der Halbinsel Yucatán. Im Jahr 1535 beauftragte ihn Montejo mit der Vorbereitung der Eroberung Tabascos. Danach kehrte er nach Nueva Galicia zurück und starb dort im Jahr 1542.

## Nachkommen
Aus seiner illegitimen Ehe mit Elvira Guillén hatte er einen Sohn. Seine zweite Frau Juana López gebar ihm vier Kinder. Sein Bruder Gil González Dávila war mit der Schwester Pedro de Alvarados verheiratet und hatte mehrere Kinder; eines davon, Alonsos Neffe gleichen Namens, wurde im Jahr 1566 hingerichtet.